# Michał Jędrzejewski (artysta)
Michał Kosma Jędrzejewski (ur. 27 września 1934 w Łodzi) – polski scenograf teatralny i telewizyjny, malarz, grafik oraz pedagog. Zajmował się także architekturą wnętrz i projektami wystawienniczymi. Główny scenograf wrocławskiego Ośrodka Telewizji Polskiej (1967–1979), jako scenograf teatralny związany był przede wszystkim z Teatrem Polskim we Wrocławiu (1980–1997). Profesor Akademii Sztuk Pięknych im. Eugeniusza Gepperta we Wrocławiu, w latach 1984–1990 pełnił funkcję rektora tej uczelni. Prowadzi również wykłady we wrocławskiej filii Akademii Sztuk Teatralnych im. Stanisława Wyspiańskiego w Krakowie.

## Życiorys
Urodził się w roku 1934 w Łodzi, gdzie także ukończył III Liceum im. T. Kościuszki. Studiował malarstwo u prof. Eugeniusza Gepperta i prof. Stanisława Pękalskiego (dyplom 1958) oraz architekturę wnętrz u prof. Władysława Wincze (dyplom 1960) w Państwowej Wyższej Szkole Sztuk Plastycznych we Wrocławiu. Jeszcze podczas studiów rozpoczął współpracę z wrocławskimi teatrami studenckimi, m.in.: grupa teatralna Ponuracy (1955), akcja–spektakl Teatr sensibilistyczny – nie wolno robić z publiczności balona we wrocławskim Teatrze Kameralnym (1957) oraz Teatr Kalambur (1958). Dla Teatru Kalambur przygotował scenografię (wspólnie z A. Krzemieniewskim) do pierwszego przedstawienia tej sceny Konfiskata gwiazd, spektakl otrzymał wyróżnienie m.in. za kształt plastyczny na IV Ogólnopolskim Przeglądzie Teatrów Satyrycznych w Katowicach w roku 1958.
Od roku 1960 realizował prace projektowe w zakresie wystawiennictwa, architektury wnętrz i grafiki projektowej, wykonywane przez Pracownie Sztuk Plastycznych (PSP) Wrocław. Następnie zatrudnił się w pracowni projektowej Działu Inwestycji Okręgowego Zarządu Kin we Wrocławiu (1964–1967).
W roku 1965 podjął współpracę z Ośrodkiem TVP we Wrocławiu, w latach 1967–1979 sprawował funkcję głównego scenografa TVP Wrocław. Zaprojektował scenografie do wielu programów telewizyjnych, jak np. popularny i nagradzany Rozrywkowy Turniej Miast (4 edycje, 1965–1966), a przede wszystkim do spektakli Teatru Telewizji reżyserowanych przez wybitnych twórców, m.in. Stanisława Brejdyganta (Santa Cruz, 1968, Przesłuchanie Roberta W., 1968, Medea, 1974), Jerzego Krasowskiego (Dziewięćdziesiąty trzeci, 1969, Ucieczka, 1970, Sprawa Przybyszewskiej, 1971), Krystynę Skuszankę (Orfeusz, 1971), Juliusza Burskiego (Bracia Lautensack, 1969, Kandyda, 1971) oraz Wiesława Wodeckiego (Rzecz o zagładzie miasta, 1970, wersja II 1980, Mąż przeznaczenia, 1973). Za teatr telewizji Rzecz o zagładzie miasta reżyser W. Wodecki otrzymał Złoty Ekran w roku 1971.
Od roku 1975 rozpoczął współpracę ze scenografem Wojciechem Jankowiakiem, która przyniosła ponad 30 wspólnych realizacji telewizyjnych i teatralnych w latach 1975–1995. Wśród spektakli Teatru Telewizji ze scenografią opracowaną z W. Jankowiakiem znajdują się pozycje w reżyserii: Kazimierza Brauna (Stara kobieta wysiaduje, 1976), Wiesława Wodeckiego (nagrodzona Złotym Ekranem Sprawa, 1977, Kapitan z Koepenick, 1978, Śmierć Tarełkina, 1981) i Jacka Bunscha (Bobok, 1990). 
Po roku 1995 przygotował scenografie do przedstawień telewizyjnych reżyserowanych m.in. przez Macieja Prusa (Aktor, 1993, emisja 1995, Życie Galileusza, 1996) oraz Piotra Tomaszuka (Prawiek i inne czasy, 1998).

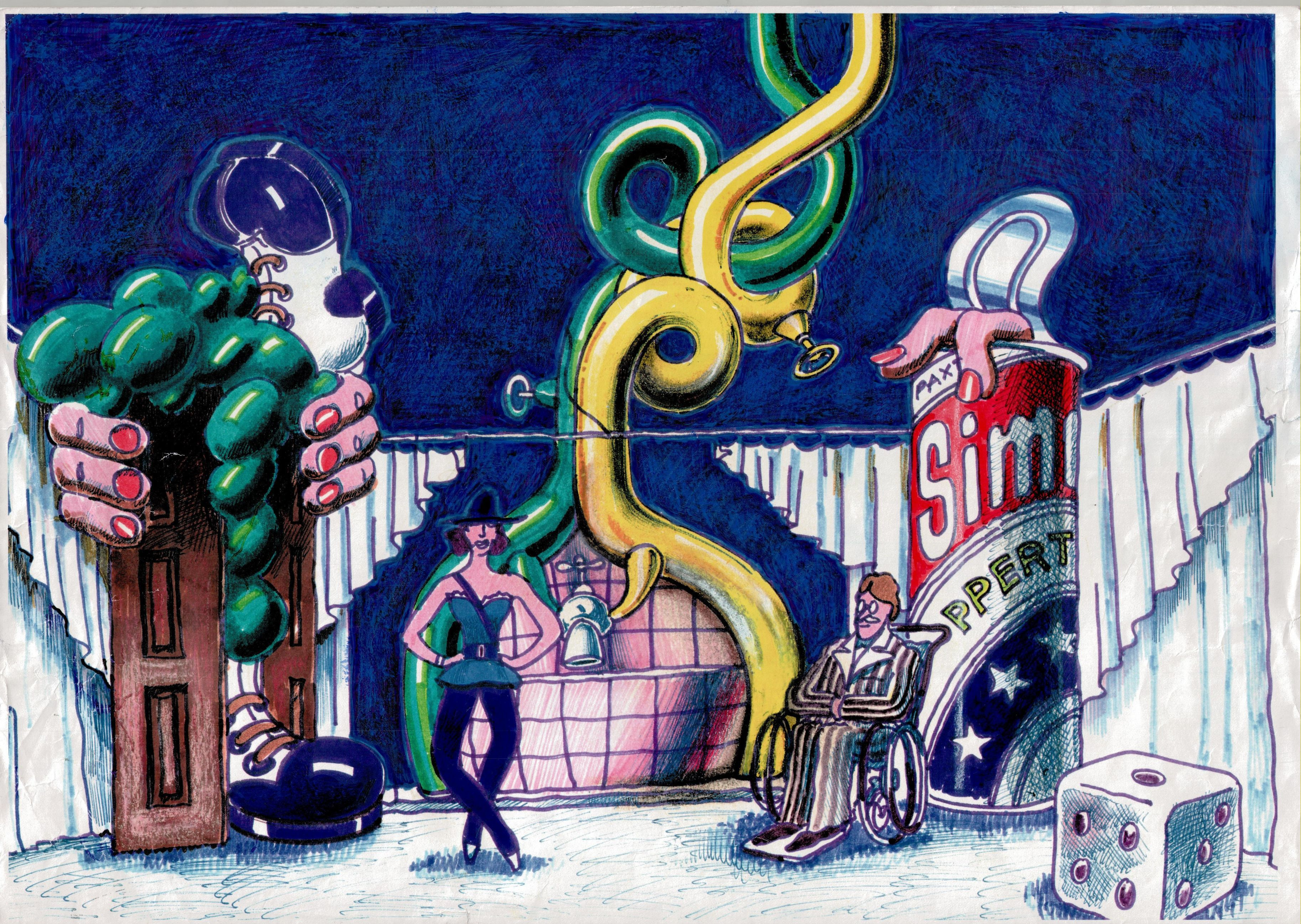
M. Jędrzejewski, Amerykański ideał, projekt scenografii, 1974

Na scenie zawodowego teatru dramatycznego zadebiutował w roku 1974 scenografią do sztuki Amerykański ideał w reż. Ludwika René, wystawionej w Teatrze Współczesnym we Wrocławiu. Rozpoczęta w telewizji współpraca z W. Jankowiakiem znalazła kontynuację w teatrze, w roku 1978 powstały wspólne scenografie do Kartoteki w reż. K. Brauna w Teatrze Sofia w stolicy Bułgarii oraz do Kiedy przychodzi anioł w Teatrze Współczesnym we Wrocławiu, także w reż. K. Brauna.
Od roku 1980 związał się z Teatrem Polskim we Wrocławiu i współpraca ta trwała do roku 1997. Jednym z pierwszych zaprojektowanych razem z W. Jankowiakiem spektakli było Wesele w reż. Igora Przegrodzkiego (1980), następnie powstał cykl wspólnych scenografii do dużych inscenizacji, w których organizacja przestrzeni scenicznej wyznaczała interpretację. Były to m.in. Transatlantyk (1981) w reż. Eugeniusza Korina, Woyzek (1983), Na czworakach (1985), Balkon (1987) oraz Najwyborniejsza opowieść o kupcu weneckim (1989, powtórzona w 1990 w Teatrze Polskim w Warszawie)  w reż. Tadeusza Minca, jak również seria przedstawień opartych na twórczości Witkacego (Szewcy, 1982, Oni, 1984, Janulka, córka Fizdejki, 1986), Gombrowicza (Historia, 1985), a także Iwanow (1989) i Gracz (1995) w reż. Jacka Bunscha. Szewcy zostali nagrodzeni Złotą Statuetką Fredry jako spektakl sezonu, natomiast scenografia do Janulki zdobyła nagrodę na XII Opolskich Konfrontacjach Teatralnych, Opole 1986. Spektakle Szewcy, Historia oraz Iwanow prezentowano na festiwalach we Francji, Hiszpanii i Rosji. Ostatnimi realizacjami w Teatrze Polskim, do których scenografie projektował już sam, były spektakle: grany do dziś Mayday w reż. Wojciecha Pokory (1992) oraz Ostatnie kwadry w reż. Jana Englerta (1997).
W tym okresie współpracował także z teatrami w Łodzi, Jeleniej Górze i Wałbrzychu. 
Po roku 1994 przygotował szereg dekoracji do spektakli dyplomowych dla teatru PWST we Wrocławiu, m.in. Królik Królik (1996), Igraszki z diabłem (1998) i Madame de Sade (2007).
Ogółem zaprojektował ok. 60 scenografii dla Teatru Telewizji i ponad 50 na scenach dramatycznych.

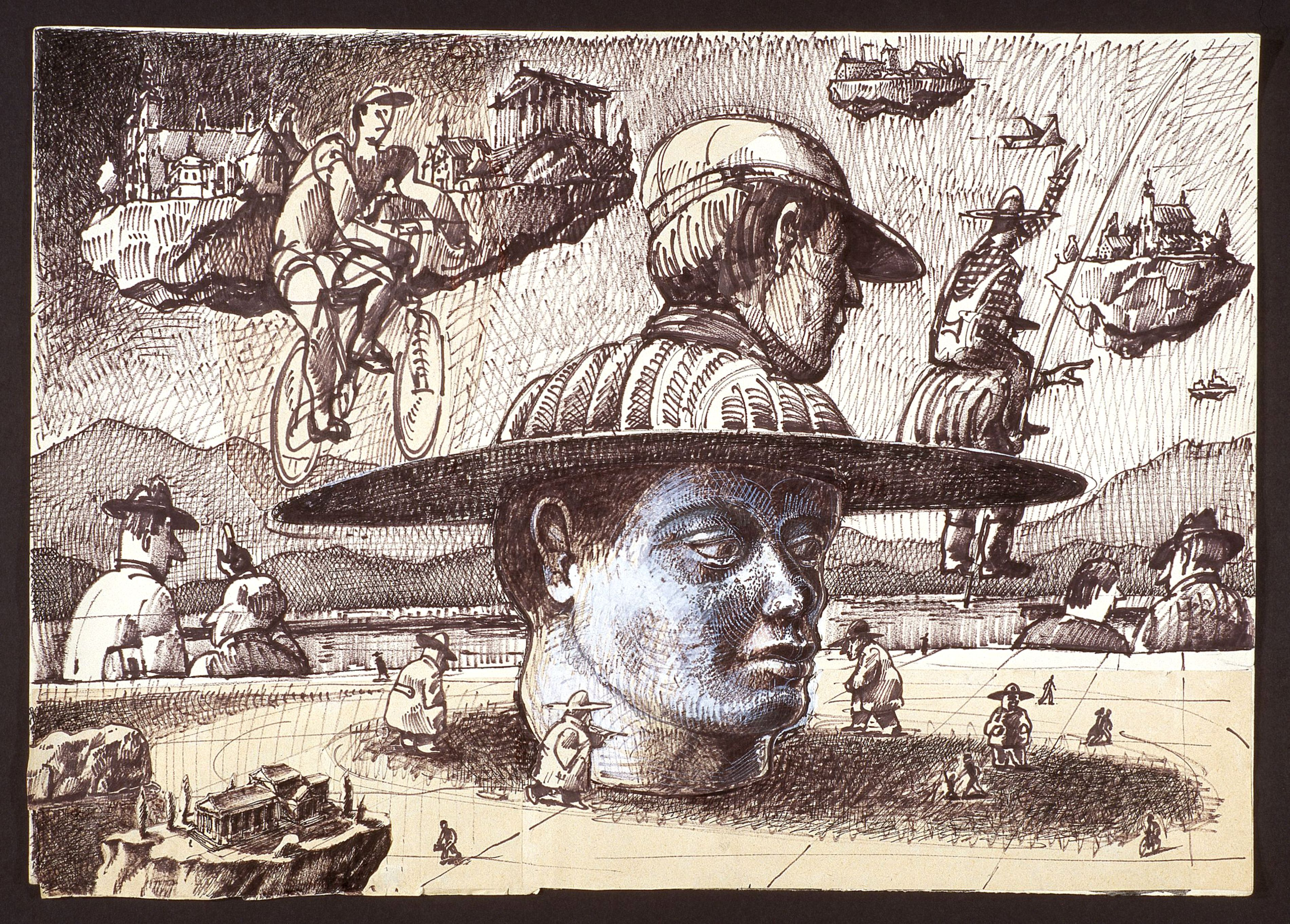
M. Jędrzejewski, Pejzaż ze zidentyfikowanymi obiektami, 1988

Równolegle do aktywności teatralnej rozwijał twórczość malarską oraz działalność projektowo–wystawienniczą. Był jednym ze współtwórców i animatorów nurtu ogłoszonego przez Kazimierza Głaza w roku 1957 pod nazwą sensybilizm, czerpiącego z doświadczeń dadaistów i sztuki konceptualnej, zaliczanego dziś do początków powojennej awangardy w środowisku wrocławskim. Obok wystaw oraz instalacji plastycznych działania te obejmowały paradoksalne akcje o charakterze happeningowym, wydawnictwa (encyklopedia Piramida scjencji pełna, 1965), zdarzenia teatralne, łączące płynnie fikcję z rzeczywistością. Na początku XXI wieku zostały one przypomniane na kilku wystawach, m.in. Sensibilizm 1956–2006. Kazimierz Głaz i Michał Jędrzejewski – malarstwo, grafika, rysunek, fotogramy, dokumentacja archiwalna (MN Wrocław, 2006) oraz w formie wydawnictw.
Brał udział w wielu wystawach ogólnopolskich oraz zagranicznych, przygotował również ponad 20 wystaw indywidualnych. Prezentował malarstwo i rysunek kontynuując dadaistyczne mieszanie konwencji, grę sensami i kontekstami, szkicując surrealne labirynty i ornamenty lub niewykonalne bryły geometryczne, operując techniką kolażu i psychodelicznymi zestawieniami kolorystycznymi oraz tworząc absurdalne formy przestrzenne. Pokazywał też projekty plakatów, głównie do przedstawień teatralnych.
W zmiennych składach zespołów autorskich zrealizował ponadto szereg projektów wystawienniczych, np. 30 lat teatru na Dolnym Śląsku (1975), 20 lat wrocławskiego Teatru Pantomimy (1976), 30 lat wrocławskiego Teatru Współczesnego (1978), 30 lat Wrocławskiego Teatru Lalek (1977), ekspozycja Wrocławskich teatrów oblicza (1984) i inne wystawy teatralne organizowane przez Dział Teatralny Muzeum Historycznego we Wrocławiu (obecnie Muzeum Miejskie Wrocławia). Oprócz tego pokazał razem z W. Jankowiakiem wystawy monograficzne: Wojciech Jankowiak, Michał Jędrzejewski. Scenografia i nie tylko scenografia (Klub Dziennikarza, Wrocław 1986) oraz Wojciech Jankowiak, Michał Jędrzejewski. Wystawa scenografii, (Muzeum Historyczne, Wrocław 1987). Wraz z zespołem współpracowników opracował serię siedmiu wystaw podczas Dni Wrocławia w Wiedniu (Wrocław pozdrawia Wiedeń – Wrocław Grüsst Wien) w roku 1980. W roku 1992 odbyła się ekspozycja wrocławska w Pawilonie Polskim (Dni Wrocławia) na Expo 92 w Sewilli (współautorzy: W. Jankowiak i M. Hubka). Był komisarzem generalnym i współautorem projektu wystawy Wrocław 2000 – moje miasto w halach Wytwórni Filmów Fabularnych we Wrocławiu, zaprojektował cykl wystaw Gra fantazji – pantomima (Teatr Henryka Tomaszewskiego) w Muzeum Miejskim we Wrocławiu, Teatrze Narodowym w Warszawie, Centrum Scenografii Polskiej w Katowicach (2002). Przygotował wystawy jubileuszowe ASP oraz Pracowni Scenografii, opracował również wystawę autorską Jędrzejewscy w Muzeum Teatralnym Muzeum Miejskiego we Wrocławiu (2019).
Projektował także wystroje wnętrz i meble, np. Fitness biblioteka (2005).
Od roku 1967 zajmuje się pracą pedagogiczną. W roku 1970 został zatrudniony w Państwowej Wyższej Szkole Sztuk Plastycznych we Wrocławiu (wykładowca 1970–1974, starszy wykładowca 1974–1977, docent 1977–1990, profesor nadzw. 1990–1991, profesor zw. 1991–2016). Sprawował funkcję dziekana Wydziału Architektury Wnętrz i Wzornictwa w latach 1980–1981 i 1990–1996, prorektora 1981–1984. W latach 1984–1990 był rektorem PWSSP (obecnie Akademia Sztuk Pięknych im. E. Gepperta) we Wrocławiu. W roku 1990 otrzymał tytuł profesora sztuk plastycznych. Był współorganizatorem powstania kierunku kształcenia scenografów we wrocławskiej ASP, od 2006 jest profesorem w pracowni, a od 2012 w Katedrze Scenografii. Od roku 1993 prowadzi również wykłady we wrocławskiej filii Akademii Sztuk Teatralnych im. Stanisława Wyspiańskiego w Krakowie.
W latach 1991–1996 był ekspertem, a następnie (1996–2002) członkiem Rady Wyższego Szkolnictwa Artystycznego. Od 2002 ekspert Państwowej Komisji Akredytacyjnej i Centralnej Komisji ds. Stopni i Tytułów. Członek Związku Polskich Artystów Plastyków (od 1958), członek OISTT (Międzynarodowej Organizacji Scenografów i Techników Teatru) od 1985.

### Życie prywatne
Jest synem malarzy i scenografów Aleksandra Jędrzejewskiego (1903–1974) oraz Jadwigi Przeradzkiej (1902–1983). Jego żona Barbara Barczewska-Jędrzejewska (1936–2018) zajmowała się projektowaniem plastycznym, a ich syn Piotr Jędrzejewski (ur. 1964) również związany jest z wrocławską Akademią Sztuk Pięknych, gdzie jako profesor tej uczelni prowadzi Pracownię Projektowania Kinetycznego oraz jest kierownikiem Katedry Wzornictwa Przemysłowego. Dorobek artystyczny przedstawicieli rodziny pokazano na wystawie Jędrzejewscy w Muzeum Teatru we Wrocławiu w roku 2019.

## Nagrody i odznaczenia
- 1977: Nagroda Ministra Kultury i Sztuki II st. za szczególne osiągnięcia w dziedzinie dydaktyczno–wychowawczej
- 1981: Nagroda Ministra Kultury i Sztuki I st. za szczególne osiągnięcia w dziedzinie dydaktyczno–wychowawczej
- 1985: Nagroda miasta Wrocławia za twórcze dokonania w zakresie scenografii teatralnej (wspólnie z W. Jankowiakiem)
- 1986: Nagroda Ministra Kultury i Sztuki I st. za szczególne osiągnięcia w dziedzinie dydaktyczno–wychowawczej
- 1986: Opole − XII Opolskie Konfrontacje Teatralne – nagroda za scenografię do przedstawienia Janulka, córka Fizdejki w Teatrze Polskim we Wrocławiu (wspólnie z W. Jankowiakiem)
- 1985: Krzyż Kawalerski Orderu Odrodzenia Polski
- 1991: Nagroda Ministra Kultury i Sztuki I st. za szczególne osiągnięcia w dziedzinie dydaktyczno–wychowawczej
- 1993: Nagroda Ministra Kultury i Sztuki za wybitne osiągnięcia artystyczne i dydaktyczne
- 2000: Medal Komisji Edukacji Narodowej
- 2001: Nagroda Prezydenta Wrocławia dla twórców wystawy Wrocław 2000 – moje miasto: M. Jędrzejewski, W. Dolatowski, M. Piróg, S. Lose
- 2001: Nagroda Zespołowa Ministra Kultury dla prof. M. Jędrzejewskiego, ad. M. Piroga i ad. W. Dolatowskiego za wybitne osiągnięcia artystyczne (w związku z wystawą Wrocław 2000 – moje miasto)
- 2004: Nagroda Ministra Kultury za wybitne osiągnięcia twórcze i artystyczne
- 2006: Złoty Medal „Zasłużony Kulturze Gloria Artis”
- 2009: Nagroda Rektora ASP przyznana przez Jury Konkursu „Design – Antydesign”
- 2013: Nagroda specjalna Ministra Kultury i Dziedzictwa Narodowego
- 2018: Medal „Merito de Wratislavia − Zasłużony dla Wrocławia”

## Wybrane realizacje scenograficzne

### Teatr Telewizji
- 1967: W. Terlecki, Myśliwi, reż. A. Witkowski
- 1968: E. Kabatc, Przesłuchanie Roberta W., reż. S. Brejdygant
- 1968: M. Frisch, Santa Cruz, reż. S. Brejdygant
- 1969: S. Moniuszko, Bettly, opera komiczna, reż. K. Oracz
- 1969: S. Przybyszewska, Dziewięćdziesiąty trzeci, reż. J. Krasowski
- 1969: L. Feuchtwanger, Bracia Lautensack, reż. J. Burski
- 1970: M. Bułhakow, Ucieczka, reż. J. Krasowski
- 1970: W. Wodecki, Rzecz o zagładzie miasta, reż. W. Wodecki, Teatr TV, wersja sceniczna: Teatr Współczesny we Wrocławiu 1975, 2 wersja TV 1980
- 1971: H. Sarnecka–Partykowa, Sprawa Przybyszewskiej, reż. J. Krasowski
- 1971: A. Świrszczyńska, Orfeusz, reż. K. Skuszanka
- 1971: G.B. Shaw, Kandyda, reż. J. Burski
- 1972: G.B. Shaw, Mąż przeznaczenia,  reż. W. Wodecki
- 1971: A. Braun, Próżnia, reż. A. Obidniak,  emisja 1973
- 1974: Eurypides, Medea, reż. S. Brejdygant
- 1974: T. Różewicz, Stara kobieta wysiaduje, (wspólnie z Wojciechem Jankowiakiem), reż. K. Braun, emisja 1975
- 1976: A. Suchowo–Kobylin, Małżeństwo Kreczyńskiego, (z W. Jankowiakiem), reż. J. Burski, W. Wodecki
- 1977: A. Suchowo–Kobylin, Sprawa, (z W. Jankowiakiem), reż. W. Wodecki
- 1978: C. Zuckmayer, Kapitan z Koepenick, (z W. Jankowiakiem), reż. W. Wodecki
- 1981: A. Suchowo–Kobylin, Śmierć Tarełkina, (z W. Jankowiakiem), reż. W. Wodecki
- 1990: F. Dostojewski, Bobok, (z W. Jankowiakiem), reż. J. Bunsch
- 1993: C.K. Norwid, Aktor, reż. M. Prus, emisja 1995
- 1996: B. Brecht, Życie Galileusza, reż. M. Prus
- 1997: O. Tokarczuk, Prawiek i inne czasy, reż. P. Tomaszuk, emisja 1998

### Spektakle teatralne
- 1958: J. Lukierski, E. Michaluk, Konfiskata gwiazd, (wspólnie z Adamem Krzemieniewskim), reż. B. Litwiniec, Teatr Kalambur, Wrocław
- 1974: E. Albee, Amerykański ideał, reż. L. René, Teatr Współczesny, Wrocław
- 1978: T. Różewicz, Kartoteka, (wspólnie z Wojciechem Jankowiakiem), reż. K. Braun, Teatr Sofia, Sofia, (Bułgaria)
- 1978: T. Karpowicz, Kiedy przychodzi anioł, (z W. Jankowiakiem), reż. K. Braun, Teatr Współczesny, Wrocław
- 1980: W. Dróżdż, Mur, reż J. Hutek, Teatr Kalambur, Wrocław
- 1981: S. Wyspiański, Wesele, (z W. Jankowiakiem), reż. I. Przegrodzki, Teatr Polski, Wrocław
- 1982: W. Gombrowicz, Transatlantyk, (z W. Jankowiakiem), reż. E. Korin, Teatr Polski, Wrocław
- 1982: S.I. Witkiewicz, Szewcy, (z W. Jankowiakiem), reż. J. Bunsch, Teatr Polski, Wrocław
- 1983: G. Büchner, Woyzek, (z W. Jankowiakiem), reż. T. Minc, Teatr Polski, Wrocław
- 1984: S.I. Witkiewicz, Oni, (z W. Jankowiakiem), reż. J. Bunsch, Teatr Polski, Wrocław
- 1985: T. Różewicz, Na czworakach, (z W. Jankowiakiem), reż. T. Minc, Teatr Polski, Wrocław
- 1985: W. Gombrowicz, Historia, (z W. Jankowiakiem), reż. J. Bunsch, Teatr Polski, Wrocław
- 1986: S.I. Witkiewicz, Janulka, córka Fizdejki, (z W. Jankowiakiem),  reż. J. Bunsch, Teatr Polski, Wrocław
- 1987: J. Genet, Balkon, (z W. Jankowiakiem), reż. T. Minc, Teatr Polski, Wrocław
- 1989: A. Czechow, Iwanow, (z W. Jankowiakiem), reż. J. Bunsch, Teatr Polski, Wrocław
- 1989: B. Jonson, Volpone, reż. W. Bielicki, Teatr im. J. Szaniawskiego, Wałbrzych
- 1989: W. Shakespeare, Najwyborniejsza opowieść o kupcu weneckim, (z W. Jankowiakiem), reż. T. Minc, Teatr Polski, Wrocław i Teatr Polski, Warszawa 1990
- 1992: R. Cooney, Mayday, reż. W. Pokora, Teatr Polski, Wrocław
- 1995: F. Dostojewski, Gracz, (z W. Jankowiakiem), reż. J. Bunsch, Teatr Polski, Wrocław
- 1996: C. Serrau, Królik Królik, reż. E. Korin, Teatr PWST we Wrocławiu i Teatr Powszechny, Łódź 1998
- 1997: F. Bordon, Ostatnie kwadry, reż. J. Englert, Teatr Polski, Wrocław
- 1998: J. Drda, Igraszki z diabłem, reż. T. Sawicka, Teatr PWST we Wrocławiu
- 2007: Y. Mishima, Madame de Sade, reż. T. Sawicka, Teatr PWST we Wrocławiu

## Wystawy indywidualne
- 1963: Michał Jędrzejewski – Grafika użytkowa, Wiesław Zajączkowski – Grafika użytkowa, Klub MPiK, Wrocław
- 1979: Rysunki przy telewizorze, Galeria „Spojrzenia”,  Wrocław
- 1986: Wojciech Jankowiak, Michał Jędrzejewski. Scenografia i nie tylko scenografia (Dziś świeże ryby), wystawa scenografii (wspólnie z Wojciechem Jankowiakiem), Klub Dziennikarza, Wrocław
- 1987: Wojciech Jankowiak, Michał Jędrzejewski. Wystawa scenografii, Muzeum Historyczne, Wrocław
- 1987: wystawa w Galerii pod Kalamburem, Wrocław
- 1990: malarstwo i rysunek, Galeria BWA  „Awangarda”, Wrocław
- 1991: Rysunek – malarstwo. Michał Jędrzejewski, Galeria Prezentacje, Zamek w Wojnowicach
- 1996: Michał Kosma Jędrzejewski – malarstwo, Centrum Sztuki Galeria EL, Elbląg
- 1998: wystawa rysunku i malarstwa, Galeria „Cztery pory roku”, Wrocław
- 1999: wystawa scenografii w Akademii Muzycznej we Wrocławiu,
- 2005: MJ 55/05 (scenografia, grafika, mebel, rysunek i malarstwo), Galeria Design BWA,  Wrocław
- 2006: Sensibilizm 1956–2006. Kazimierz Głaz i Michał Jędrzejewski - malarstwo, grafika, rysunek, fotogramy, dokumentacja archiwalna, Muzeum Narodowe, Wrocław
- 2009: wystawa rysunku, Galeria Domus, Wrocław
- 2010: wystawa jednego obrazu w Salonie Śląskim, Wrocław
- 2013: J + J + J,  Muzeum Powozów, Galowice
- 2013: Poczta osobista, Galeria Domus, Wrocław i Muzeum Poczty we Wrocławiu 2015
- 2015: A 14/15, wystawa rysunku, Galeria Domus, Wrocław
- 2015: Michał Jędrzejewski i preTEkSTy przestrzeni, Galeria Test, Warszawa
- 2017: Sensibilizm 1957–2017, dokumentacja ze zbiorów Michała Jędrzejewskiego, Galeria Działań, Warszawa
- 2017: Głaz. Jędrzejewski. Sensybilizm, Muzeum Nadwiślańskie, Kazimierz Dolny
- 2019: wystawa rysunku i grafiki, Galeria Domus, Wrocław
- 2019: Jędrzejewscy, Muzeum Teatru im. H. Tomaszewskiego, Wrocław